# سوما
سوما (8 مايو 1985 -)، مغنية وممثلة مصرية.

## مسيرتها
بدأت حياتها الفنية بالغناء ومن أهم محطاتها بالغناء أمام الرئيس السابق حسني مبارك ونالت استحسانه شخصياً. سمعها الملحن حسن أبو السعود أثناء غنائها في الأوبرا وفوراً حدد معاداً مع صديقه المنتج نصر محروس، فسمعها وبعد أسبوع واحد قاما بتوقيع عقد وأطلق عليها اسمها الفني سومه.
بمساعدة مكتشفها المنتج «نصر محروس» بدأت أول خطواتها السينمائية بفيلم «أعز أصحاب».
زوجها المايسترو مصطفى حلمى.

## أعمالها

### ألبومات منفردة
- عيب عليك ويتضمن 10 أغاني
- ده حبيبي ويتضمن 8 أغاني
- ندمانة ويتضمن 11 أغنية

### أغاني منفردة
- أغنية «يعنى اللى في قلبى» ديتو مع المغني بهاء سلطان
- أغنية «مقدرش اقول» من فيلم 90 دقيقه (2006)
- أغنية «لو كنا بنحبها» بمشاركة مع مدحت صالح وتامر حسني وحسام حبيب وشذي وبشرى
- أغنية «سينا» بمشاركة مع فريق واما وايهاب توفيق وحميد الشاعري وزيزي
- أغنية "

اجدع أصحاب" من فيلم أعز أصحاب (2008)
- أغنية «تسلم الأيادي» بمشاركة مع مصطفى كامل وإيهاب توفيق وحكيم وغادة رجب وخالد عجاج وهشام عباس وبوسى واحمد كامل وسمير الاسكندرانى واحمد عجاج
- أغنية (لم عشمك ) 2024

### الأفلام
- أعز أصحاب (2008)

## وصلات خارجية
- سوما على موقع قاعدة بيانات الأفلام العربية
- سوما على موقع ديسكوغز (الإنجليزية)